# 光分解
光分解（ひかりぶんかい、こうぶんかい / 英：Photodissociation, Photolysis, Photodecomposition）とは、光化学反応の一種である。光化学分解ともいう。

## 概要
光などのエネルギーにより分子が開裂または解離して発生する、物質の分解反応をさす。吸収した光エネルギーが分子内の結合エネルギーよりも大きいために起こり、主に有機化合物や金属の酸化物またはハロゲン化物などに発生することが多い。一般に波長の短い光はエネルギーが高いが、化合物分子の種類によって分解に影響する波長が決まっている。写真の感光などに用いられる。
分解には分子がイオンに解離するイオン的分解と、原子に解離するラジカル的分解がある。

## 参考資料
- 化学小事典（三省堂、ISBN 4-385-24025-6）